# Herochroma subtepens
Herochroma subtepens là một loài bướm đêm trong họ Geometridae.